# Brinsley Schwarz
Brinsley Schwarz (рус. Бринсли Шварц) — британская рок-группа, образованная в 1969 году в Лондоне, Англия. Brinsley Schwarz начинали в психоделическом фолк-/кантри-роке (под влиянием Crosby, Stills & Nash и Grateful Dead), но постепенно упростили стиль, перешли на клубный уровень концертной деятельности и оказались в первых рядах массового движения, известного как паб-рок.
Формально лидером группы считался её гитарист Бринсли Шварц, но фронтменом и основным автором был Ник Лоу, чьи эксцентричность и обаяние, а также остроумные, ироничные тексты сформировали стиль группы и её имидж. В 1971—1974 годах Brinsley Schwarz непрерывно гастролировали по английским клубам, проторив путь для последователей, таких как Dr. Feelgood и Ducks Deluxe. Несмотря на симпатии прессы и наличие преданной армии поклонников, группе не удалось добиться широкого признания, и тем не менее она оказала значительное влияние на множество других исполнителей, заложив основу для зарождения панк-рока.
После распада Бринсли Шварц и Боб Эндрюс перешли в группу Грэма Паркера The Rumour. Билли Рэнкин ненадолго присоединился к Ducks Deluxe, приняв участие в записи альбома Last Night of a Pub Rock Band (1981), затем также ненадолго перешёл в Terraplane, позже появился на двух альбомах Дэйва Эдмундса и двух альбомах группы Биг-Джима Салливана Tiger. Иэн Гомм и Ник Лоу занялись каждый своей сольной карьерой. Для Гомма звёздный час пробил в 1979 году («Hold On», #18 Billboard Hot 100), успехи Лоу в чартах были связаны с синглами «I Love The Sound Of Breaking Glass» и «Cruel To Be Kind».

## Дискография

### Студийные альбомы
- Brinsley Schwarz (1970)
- Despite It All (1970)
- Silver Pistol (1971)
- Greasy Truckers Party (1972)
- Nervous on the Road (1972)
- Please Don’t Ever Change (1973)
- The New Favourites of Brinsley Schwarz (1974)
- The Last Album (1975)
- Rarities (2000)

### Сборники
- Original Golden Greats (1974)
- 15 Thoughts of Brinsley Schwarz (1978)
- Surrender to the Rhythm(1991)